# 마쓰다이라 모리이에
마쓰다이라 모리이에(일본어: 松平守家, 생몰년 미상)는 센고쿠 시대의 무장으로, 다케노야 마쓰다이라 가의 초대이다. 이와즈(岩津)의 종가 마쓰다이라 노부미쓰의 장남으로, 미카와국 호이군 다케노야(아이치현 가마고리시 다케노야정)에 분가하여 다케노야 마쓰다이라의 시조가 되었다. 통칭은 사쿄노스케(左京亮), 법명은 젠쵸(全長).
| 전임 - | 제1대 다케노야 마쓰다이라 가 당주 ? ~ ? | 후임 마쓰다이라 모리치카 |